# Demivierge
En demivierge (af fransk demi – halv og vierge – jomfru) er en kvinde, som har dyrket analsex, men ikke almindelig vaginalsex. Dette kan være af personlige årsager, eller hvis hun f.eks. af kulturelle årsager skal forblive jomfru. Ved analsex bliver jomfruhinden ikke brudt og der kommer dermed ikke defloration. Samlejet kan dermed forblive en hemmelighed.
| Sex | Spire Denne artikel om sex eller sexologi er en spire som bør udbygges. Du er velkommen til at hjælpe Wikipedia ved at udvide den. |